# Gerd Henniger
Gerd Henniger (* 26. Juni 1930 in Chemnitz; † 14. Oktober 1990 in Berlin) war ein deutscher Kunsthistoriker, Schriftsteller und Übersetzer.

## Leben

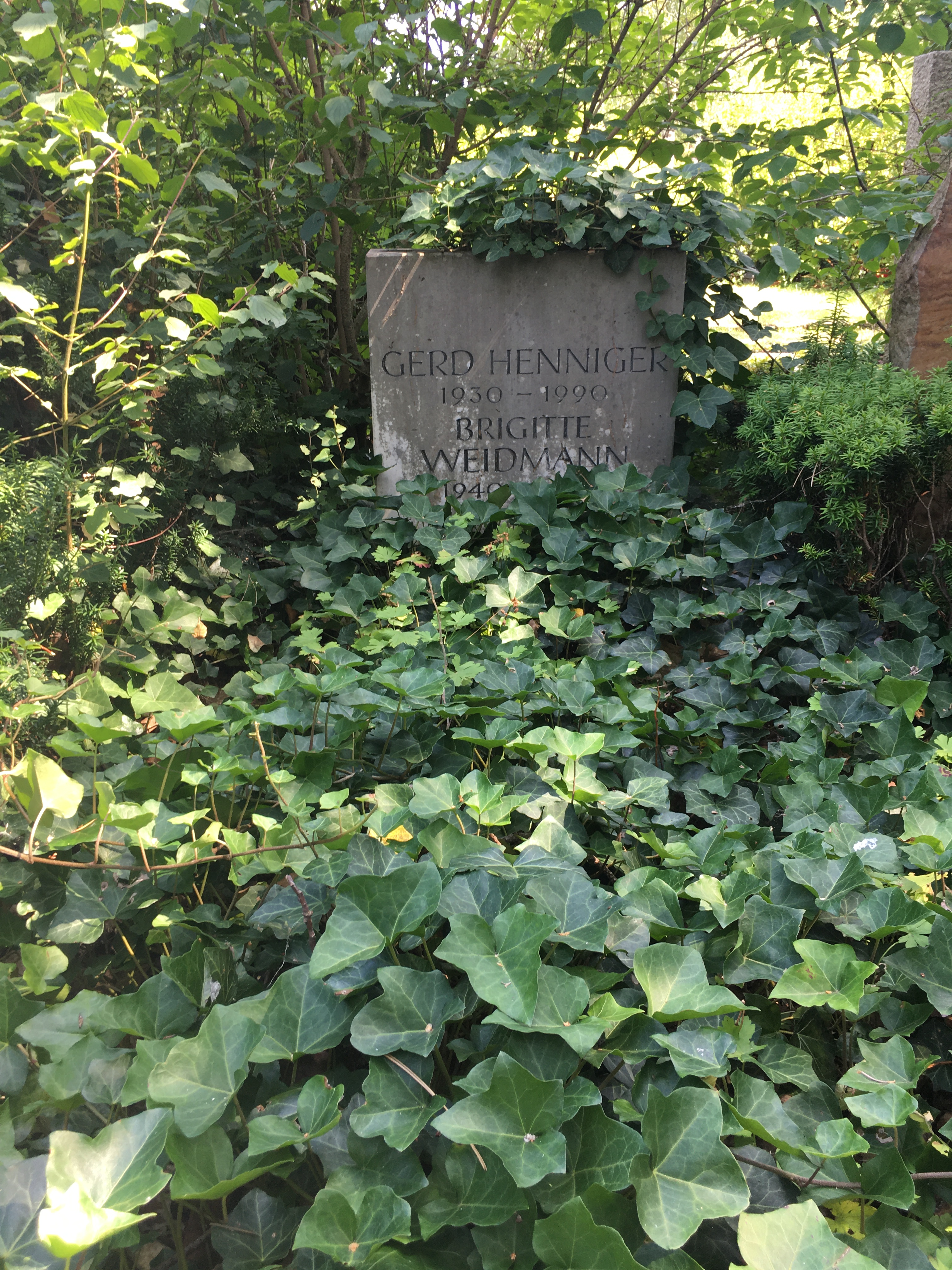
Grabstätte Gerd Henniger

Gerd Henniger verbrachte seine Jugend in Chemnitz. 1949 nahm er ein Studium der Kunstgeschichte, Germanistik und Geschichte an der Universität Jena auf. Nachdem er 1950 nach West-Berlin übergesiedelt war, setzte er sein Studium an der Freien Universität Berlin fort. 1955 promovierte er dort mit einer Arbeit über Paul Klee zum Doktor der Philosophie. 1955/56 hielt er sich zu weiteren Studien in Paris auf. Von 1957 bis 1960 war Henniger Dozent für Kunstgeschichte an der Berliner Meisterschule für Graphik und Buchgewerbe; von 1958 bis 1965 wirkte er als Lektor im Henssel-Verlag. Er unternahm Reisen nach Frankreich, Italien, Jugoslawien und Griechenland. Ab 1965 war er freier Schriftsteller; von 1968 an lebte er längere Zeit in Spanien. Er war verheiratet mit Brigitte Weidmann (1940–1994). Henniger starb 1990 und wurde auf dem Berliner Friedhof Zehlendorf beigesetzt. (Feld 020-440) Sein Nachlass befindet sich im Deutschen Literaturarchiv in Marbach.   
Gerd Henniger war Verfasser von Erzählungen, Essays, Rezensionen und Gedichten. Von 1959 bis 1963 gab er die einflussreiche Schriftenreihe "Das neue Lot" heraus. Daneben übersetzte er aus dem Französischen und Englischen. 
Gerd Henniger wurde 1987 mit dem Christoph-Martin-Wieland-Übersetzerpreis ausgezeichnet.

## Werke
- Paul Klees Theorie von der Malerei in ihrem Verhältnis zur Struktur seines Gesamtwerkes, Berlin 1955
- Rückkehr vom Frieden, Berlin 1969
- Irrläufer, Berlin 1972
- Bei lebendigem Leib, Berlin 1978
- Spuren ins Offene, München [u. a.] 1984
- Weiße Musik, Berlin 1986
- Träume, Warmbronn 1987
- Requiem für das Meer, Lahnstein 1990
- Gläserne Schlüssel, Warmbronn 1992
- Der Punkt des Archimedes, Warmbronn 1993
- Texte und Briefe, Bibliographie, Warmbronn 1994
- Spiegel im Spiegel, Szenen einer Kindheit. Mit Roger David Servais: Sechs Radierungen. Edition Mariannenpresse, Berlin 1995. ISBN 3-922510-80-9.
- Leere Quader, Warmbronn 1996
- Mund, Höhle der Nacht, Berlin 1999
- Versuch über Wittgenstein. Brief über Mathematik und Lyrik, Berlin 1999
- Montaigne oder Das Wagnis durch Sprache zu leben, Warmbronn 2000
- Sprache und Schicksal, Berlin 2001
- Beute im Licht, Berlin 2007

## Herausgeberschaft
- Daniel Casper von Lohenstein: Gedichte, Berlin 1961
- Brevier des schwarzen Humors, München 1966
- Guillaume Apollinaire: Poetische Werke, Neuwied [u. a.] 1969
- Beispiele manieristischer Lyrik, München 1970

## Übersetzungen
- Paul Arnold: Das Geheimnis Baudelaires, Berlin 1958
- Antonin Artaud: Die Nervenwaage, Berlin 1961
- Antonin Artaud: Das Theater und sein Double. Das Théâtre de Séraphin, Frankfurt a. M. 1969
- Maurice Blanchot: Die letzte Zwiesprache, Berlin 2007
- Maurice Blanchot: Die wesentliche Einsamkeit, Berlin 1959
- Roger Caillois: Steine, München [u. a.] 1983
- Paul Éluard: Hauptstadt der Schmerzen, Berlin 1959
- Sādiq Hidāyat: Die blinde Eule, Berlin 1961
- Henri Michaux: Die großen Zerreißproben und andere Störungserlebnisse, Frankfurt a. M. 1970
- Henri Michaux: Unseliges Wunder, München [u. a.] 1986
- Pablo Picasso: Vier kleine Mädchen, Frankfurt am Main 1970
- Francis Ponge: Ausgewählte Werke, Frankfurt a. M. (übersetzt zusammen mit Katharina Spann)
  - 1. Lyren, 1965
  - 2. Stücke, Methoden, 1968
- Donatien Alphonse François de Sade: Werke, Basel 1965
- Philippe Sollers: Drama, Frankfurt a. M. 1968
- Laurens van der Post: Vorstoß ins Innere, Berlin 1960 (übersetzt zusammen mit Margret Boveri)
- Michel Zéraffa: Ball der Verdammten, Berlin 1960